# Gedekkobu
Gedekkobu (ryska: Гедаккобу) är en ort i Azerbajdzjan.   Den ligger i distriktet Zərdab Rayonu, i den centrala delen av landet, 200 km väster om huvudstaden Baku. Antalet invånare är 1 363.
Terrängen runt Gedekkobu är mycket platt. Närmaste större samhälle är Zardob, 10,3 km öster om Gedekkobu.
Trakten runt Gedekkobu består till största delen av jordbruksmark. Runt Gedekkobu är det ganska tätbefolkat, med 62 invånare per kvadratkilometer.